# انزان (مشگین‌شهر)
انزان روستایی است که در استان اردبیل، شهرستان مشگین‌شهر، بخش مرکزی، دهستان شعبان قرار دارد.
«روستای انزان در فاصله ۳۱ کیلومتری از مرکز شهرستان مشکین شهر و در قسمت جنوب غربی آن در مجاورت حاتم مئشه سی قرار گرفته‌است.».

## جمعیت
بر اساس سرشماری سال ۱۳۸۵ جمعیت این روستا ۵۰۶ نفر با ۱۱۳ خانوار بوده‌است.

## انزان سویو - چشمه آب معدنی
«چشمه آب معدنی انزان با ۶ دهانه خروجی در۲۲کیلومتری غرب مشکین شهردرمجاورت جنگلهای سرسبزوفشرده سبلان و شکارگاه مربوط به آن که درمیان طبیعت بکرو زیبای روستای انزان واقع شده قراردارد. این منطقه زیبا ودل انگیز ازتفرجگاه‌های زیباودیدنی دامنه سبلان به‌شمار می‌رود. مجموع دبی آب چشمه هاحدود ۲٫۱ لیتردرثانیه و بیشتر ازدبی چشمه‌های قهوه سویو، گوزسویو و قاراسوی سرعین است. شرکت آب منطقه ای اردبیل دمای متوسط آن را ۱۳٫۳سانتیگراد، دبی متوسط آن را ۱٫۲۸ لیتردرثانیه درجه اسیدی آن را ۶٫۶۳ وتیپ آن را کلراید گزارش کرده‌است. این چشمه درارتفاع ۱۵۴۲ متری سطح دریاهای آزاد قرار دارد و مورد استفاده‌های تفریحی، درمانی قرارمی گیرد.».